# Hermann Sievers
Hermann Sievers (* 4. Juni 1892 in Brakel; † 15. Oktober 1972 in Wattenscheid) war dienstlängster Oberbürgermeister der Stadt Wattenscheid.

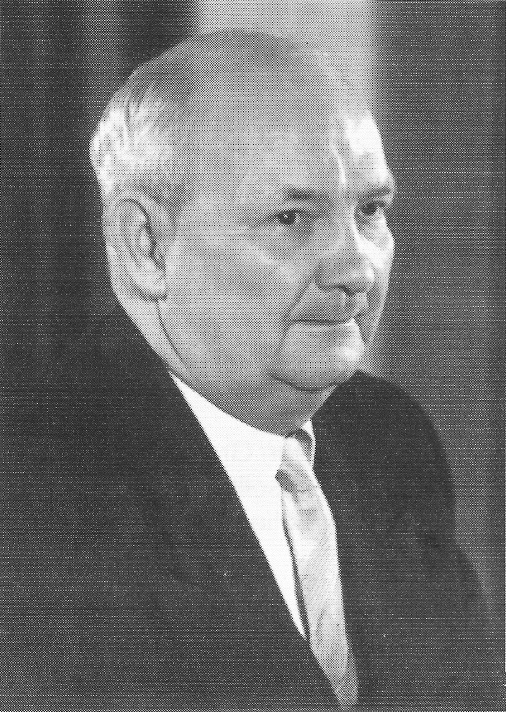
Hermann Sievers

## Allgemein
Er trat mit 19 Jahren 1911 der SPD bei. Beruflich arbeitete er später als selbstständiger Schuhmachermeister.
Mit seiner Amtszeit von 1950 bis 1964 war er 14 Jahre als ehrenamtlicher Oberbürgermeister tätig. Die durchschnittliche Amtsdauer eines Oberbürgermeisters lag bis zur Gebietsreform 1975 bei zwei bis vier Jahren.
- Oberbürgermeister von Wattenscheid vom 20. Januar 1950 bis 27. September 1964
- ab 1964 im Rat der Stadt Wattenscheid
- 1962 Verdienstkreuz 1. Klasse des Verdienstordens der BRD
- Auszeichnung durch den Rat der Stadt Wattenscheid 1965 mit dem Ehrenring

## Familie
In erster Ehe verheiratet mit Johanna geb. Kröger. Aus dieser Ehe gingen drei Kinder hervor: Hermann (* 1924), Eugen (* 9. April 1926; † 19. April 2012) und Renate (* 1928). Nach dem Tod Johannas heiratete er Maria geb. Bischoff. Seine Kinder aus dieser Ehe sind Elisabeth, Wilhelm und Christel.

## Sonstiges
Als besondere Auszeichnung wurde dem Wattenscheider Politiker am 1. Januar 1979 eine Straße in Wattenscheid gewidmet. Die ehemalige Josefstraße wurde in Hermann-Sievers-Straße umbenannt. Er selbst wohnte in der Hammer Straße (nach dem Ortsteil Bochum-Hamme).